# Emil Åberg
Oskar Filip Emil Åberg (født 2. januar 1864 i Uppsala, død 27. marts 1940 i Sollentuna) var en svensk maler, grafiker, illustrator, animator og instruktør.
Emil Åberg studerede maleri hos Edvard Perséus og på Tekniska skolan i Stockholm. Senere studerede han ved Konstakademien 1883-1888 og radering hos Axel Tallberg.
Emil Åberg malede ofte genrebilleder i 1700-talsmiljø, landskabs- og bybilleder og portrætter. Hans billeder er oftest malet i varme nuancer. Han er repræsenteret på blandt andet det svenske Nationalmuseum og Uppsala Universitetsbibliotek. Han udførte illustrationer for aviser og på postkort og til flere numre af Barnbiblioteket Saga. Emil Åberg arbejdede 1916 for produktionsselskabet Pathé Frères filial i Stockholm og fremstillede der tre animerede kortfilm.

## Galleri
- Båttur.
- Drickande sällskap på utflykt.
- Bruksmiljö, 1884.
- Rådslaget, radering.
- Gustavsberg, 1883.